# Милош Остојић (фудбалер, 1991)
Милош Остојић (Косовска Митровица, 3. август 1991) је српски фудбалер, који игра на позицији штопера.

## Каријера
Остојић је прошао млађе категорије Партизана, а деби у сениорском фудбалу је имао у клупској филијали Телеоптику. Професионални уговор са Партизаном потписао је 24. јануара 2012. заједно са Милошем Јојићем. За први тим Партизана наступио је на 57 такмичарских утакмица, а клуб је напустио по истеку уговора у јануару 2017. Са Партизаном је освојио три титуле шампиона Србије и један Куп.
У фебруару 2017. потписао је уговор са екипом БАТЕ Борисова. У овом клубу се задржао само до јула исте године, када је уговор споразумно раскинут. Остојић није успео да се наметне у белоруском клубу за који је одиграо само 19 првенствених минута и још 180 у купу. Након шест месеци без клуба, у јануару 2018. је потписао уговор са Напретком из Крушевца. У дресу Напретка је у наредних годину и по дана одиграо 40 првенствених утакмица, да би након завршетка сезоне 2018/19. напустио клуб.
У августу 2019. је потписао уговор са екипом Чукаричког. Две сезоне је наступао за Чукарички након чега је потписао за летонску Лијепају. Након пола године вратио се у Србију и потписао уговор са Спартаком из Суботицe. У сезони 2023/24. наступао је за босанскохерцеговачког премијерлигаша  Звијезду 09. У јулу 2024. потписао је за Словен из Руме.

## Трофеји

### Партизан
- Суперлига Србије (3) : 2011/12, 2012/13, 2014/15.
- Куп Србије (1) : 2015/16.